# Прињано сула Секија
Прињано сула Секија (итал. Prignano sulla Secchia) је насеље у Италији у округу Модена, региону Емилија-Ромања.
Према процени из 2011. у насељу је живело 3551 становника. Насеље се налази на надморској висини од 574 м.

## Становништво
Према резултатима пописа становништва 2011. у општини је живело 3.773 становника.
| 1931. | 1936. | 1951. | 1961. | 1971. | 1981. | 1991. | 2001. | 2011. |
| ----- | ----- | ----- | ----- | ----- | ----- | ----- | ----- | ----- |
| 6.429 | 6.562 | 6.702 | 5.210 | 3.639 | 3.146 | 3.109 | 3.551 | 3.773 |